# Євецький Орест Степанович
Євецький Орест Степанович (XIX ст.) — український фольклорист, етнограф, письменник, публіцист, історик, статистик першої половини 19 століття. Старший брат Ф. Євецького.

## Біографія
Закінчив 1830 року історико-філологічний факультет Харківського університету. Довго служив на Кавказі і у канцелярії намісника Царства Польського. Брав участь у підготовці «Украинского альманаха» (1831). Підтримував дружні стосунки з І. І. Срезневським та О. Шпигоцьким. Зібраний фольклор опублікував у збірці «Запорожская старина» та інших. Писав статті з географії і статистики Кавказу для «Енциклопедичного лексикону» (словника) Плюшара.

## Твори
- Записки из путевых заметок, веденных в мае — июле 1835 г., по Силезии, Саксонии и Богемии. // Телескоп. — 1835, 28. (рос. дореф.)
- Универсал гетмана Богдана Хмельницкого. // Московский наблюдатель. — 1835, I, С. 125–135. (рос. дореф.)
- «Статистическое описание Закавказского края» і стаття «Политическое состояние Закавказского края в исходе XVII в. и сравнение оного с нынешним» (СПб. 1835). (рос. дореф.)